# Nikolina Horvat
Nikolina Horvat (* 18. September 1986 in Zagreb) ist eine ehemalige kroatische Hürdenläuferin, die sich auf die 400-Meter-Distanz spezialisiert hat. Aktuell ist sie Inhaberin des kroatischen Landesrekordes über 400 m Hürden.

## Sportliche Laufbahn
Erste internationale Erfahrungen sammelte Nikolina Horvat beim Europäischen Olympischen Jugendfestival (EYOF) 2003 in Paris, bei dem sie mit 58,47 s in der ersten Runde im 400-Meter-Lauf ausschied. Im Jahr darauf schied sie bei den Juniorenweltmeisterschaften in Grosseto mit 61,14 s im Vorlauf über 400 m Hürden aus und 2005 belegte sie bei den Junioreneuropameisterschaften in Kaunas in 59,15 s den sechsten Platz. Im Jahr darauf schied sie bei den Europameisterschaften in Göteborg mit 57,95 s in der ersten Runde aus und 2007 gelangte sie bei den U23-Europameisterschaften in Debrecen mit 58,54 s auf den siebten Platz. Im Jahr darauf nahm sie erstmals an den Olympischen Sommerspielen in Peking teil und schied dort mit 56,65 s in der Vorrunde aus. Im selben Jahr stellte sie in Villach mit 56,14 s auch einen kroatischen Landesrekord auf. 2009 gewann sie bei den Mittelmeerspielen in Pescara in 56,97 s die Bronzemedaille hinter den Französinnen Phara Anacharsis und Aurore Kassambara und im Jahr darauf kam sie bei den Europameisterschaften in Zagreb mit 56,64 s nicht über den Vorlauf hinaus. 2011 schied sie bei den Weltmeisterschaften in Daegu mit 57,02 s im Halbfinale aus und im Jahr darauf schied sie bei den Europameisterschaften in Helsinki mit 57,74 s im Vorlauf aus. Anschließend nahm sie erneut an den Olympischen Sommerspielen in London teil und schied dort mit 58,49 s in der ersten Runde aus. 2014 beendete sie dann ihre aktive sportliche Karriere im Alter von 28 Jahren.
In den Jahren 2003 und 2007 sowie von 2011 bis 2014 wurde Horvat kroatische Meisterin im 400-Meter-Hürdenlauf sowie 2008 über 200 und 400 Meter.

## Persönliche Bestleistungen
- 200 Meter: 24,45 s (0,0 m/s), 2. August 2008 in Rijeka
- 400 Meter: 53,62 s, 16. Juli 2008 in Varaždin
- 400 m Hürden: 56,28 s, 5. Juli 2008 in Villach (kroatischer Rekord)